# Snow Globe
Snow Globe – piętnasty album brytyjskiej grupy Erasure wydany w roku 2013. Utwory zostały napisane w domowym studiu V. Clarke’a w Nowym Jorku.

## Standardowa edycja
| CD1 | Tytuł                   | Długość |
| --- | ----------------------- | ------- |
| 01. | Bells Of Love           |         |
| 02. | Gaudete                 |         |
| 03. | Make It Wonderful       |         |
| 04. | Sleep Quietly           |         |
| 05. | Silent Night            |         |
| 06. | Loving Man              |         |
| 07. | The Christmas Song      |         |
| 08. | Bleak Mindwinter        |         |
| 09. | Blood On The Snow       |         |
| 10. | There'll Be No Tomorrow |         |
| 11. | Midnight Clear          |         |
| 12. | White Christmas         |         |
| 13. | Silver Bells            |         |

Dysk 2 - Edycja deluxe
N.º 	Tí
1. 	«Gaudete» (A Cappella version) 	(Clarke/Bell) 	 
2. 	«Stop The Cavalry» (Acoustic version) 	Jona Lewie 	 
3. 	«Silent Night» (Instrumental version) 	Anónimo con arreglos de (Clarke/Bell) 	 
4. 	«She Won't Be Home» (2013 redux) 	(Clarke/Bell) 	 
5. 	«Make It Wonderful» (Acoustic version) 	(Clarke/Bell) 	 
6. 	«God Rest Ye Merry Gentlemen» (2013 redux) 	(Clarke/Bell) 	 
7. 	«White Christmas» (Instrumental version) 	Irving Berlin 	 
8. 	«Yes Virginia, There Is A Santa Claus» (spoken word piece) 	  	 